# 1973 في سويسرا
فيما يلي قوائم الأحداث التي وقعت خلال عام 1973 في سويسرا.

## رياضة
- 22 يونيو – طواف سويسرا 1973 الفائزون Wladimiro Panizza [الإنجليزية]‏، Donato Giuliani [الإنجليزية]‏، Scic [الإنجليزية]‏، خوسي مانويل فوينتي، إنريكو باوليني.

## مواليد

### يناير
- 6 يناير – أومبرتو رومانو لاعب كرة قدم سويسري.
- 6 يناير – إدواردو بونتي
- 9 يناير – ماسيمو لومباردو لاعب كرة قدم سويسري.

### فبراير
- 8 فبراير – أورسولا ويس
- 15 فبراير – أوليفر شميت مؤرخ سويسري.

### مارس
- 20 مارس – كريستوف سوتر رائد أعمال سويسري.

### أبريل
- 11 أبريل – كريستين براند
- 26 أبريل – أندريس جيربر لاعب كرة قدم.

### مايو
- 1 مايو – أوليفر نوفيل لاعب كرة قدم ألماني.
- 2 مايو – أورس فيشر فنان سويسري.
- 7 مايو – يورغن هاسلر متزحلق جبال الألب ليختنشتايني.

### يونيو
- 29 يونيو – سابين فيشر منافِسة أوليمبية سويسرية.

### يوليو
- 5 يوليو – مارك ويبر لاعب هوكي جليد سويسري.
- 25 يوليو – كوجو أنان ابن كوفي أنان.

### سبتمبر
- 13 سبتمبر – رينيه فايلر لاعب كرة قدم سويسري.

### ديسمبر
- 9 ديسمبر – سفين كريست لاعب كرة قدم سويسري.
- 23 ديسمبر – غوغلييلمو أرينا
- 24 ديسمبر – هانس بوركهارد درّاج طريق ليختنشتايني.

## وفيات

### يونيو
- 13 يونيو – فرانسيسكو كييزا (مواليد 1871) كاتب سويسري.

### يوليو
- 26 يوليو – هانز ألبرت أينشتاين (مواليد 1904)

### أغسطس
- 12 أغسطس – فالتر هس (مواليد 1881)
- 13 أغسطس – فريتز ميتزجر (مواليد 1898) مهندس معماري سويسري.
- 18 أغسطس – يوجين هارتونغ (مواليد 1897) فنان سويسري.

### سبتمبر
- 13 سبتمبر – أوقست ليمان (مواليد 1909) لاعب كرة قدم سويسري.